# Hildegund Menzel-Rogner
Hildegund Menzel-Rogner, geb. Rogner (* 2. März 1910 in Breslau; † 6. Februar 1945 in Berlin) war eine deutsche Philosophin und Wissenschaftlerin.

## Leben
Die Tochter eines Volksschullehrers lernte als Heranwachsende den Jugendstilkünstler Melchior Lechter (1865–1937) kennen, der sie förderte, und studierte nach dem Abitur Philosophie, Mathematik und Physik. Bereits vor der Promotion zum Dr. phil. an der Friedrich-Wilhelms-Universität zu Berlin am 20. Oktober 1937 hatte sie zum 1. August 1937 eine Stelle bei der Deutschen Versuchsanstalt für Luftfahrt (DVL) in einem mathematischen Forschungsprojekt angenommen. Am 22. Dezember 1938 heiratete sie den Historiker Ottokar Menzel. Von 1939 bis 1940 und von 1942 bis 1945 war sie Mitarbeiterin der Cusanus-Ausgabe der Heidelberger Akademie der Wissenschaften, von 1940 bis 1942 Mitarbeiterin der Leibniz-Ausgabe der Preußischen Akademie der Wissenschaften Berlin. Wohl am 5. Februar 1945 wurde Hildegund von ihrem Ehemann erschossen, der sich anschließend ebenfalls erschoss. Da die Leichen erst am 6. Februar aufgefunden wurden, gilt dieser Tag als offizieller Todestag.

## Schriften
- Die Bewegung des Erkennens und das Sein in der Philosophie des Nikolaus von Cues, Heidelberg 1937 (Berlin, phil. Diss. 1936).
- Das Geschwindigkeitsfeld in der Umgebung eines Leitwerkprofils endlicher Dicke verschwindenden Spalt. In: Luftfahrtforschung. Bd. 70 (1940) S. 11–17.
- Hrsg.: Nikolaus von Cues: Der Laie über Versuche mit der Waage. Idiota de staticis experimentis. Meiner, Leipzig 1942 (Schriften des Nikolaus von Cues in deutscher Übersetzung; 5 = Philosophische Bibliothek; 220), [2. Aufl. 1944] (Digitalisat).
- mit Martin Honecker (Hrsg.): Nikolaus von Cues: Der Laie über den Geist. Idiota de mente. Meiner, Hamburg 1949 (Schriften des Nikolaus von Cues in deutscher Übersetzung; 10 = Philosophische Bibliothek; 228) (Digitalisat).